# Glenn Danzig

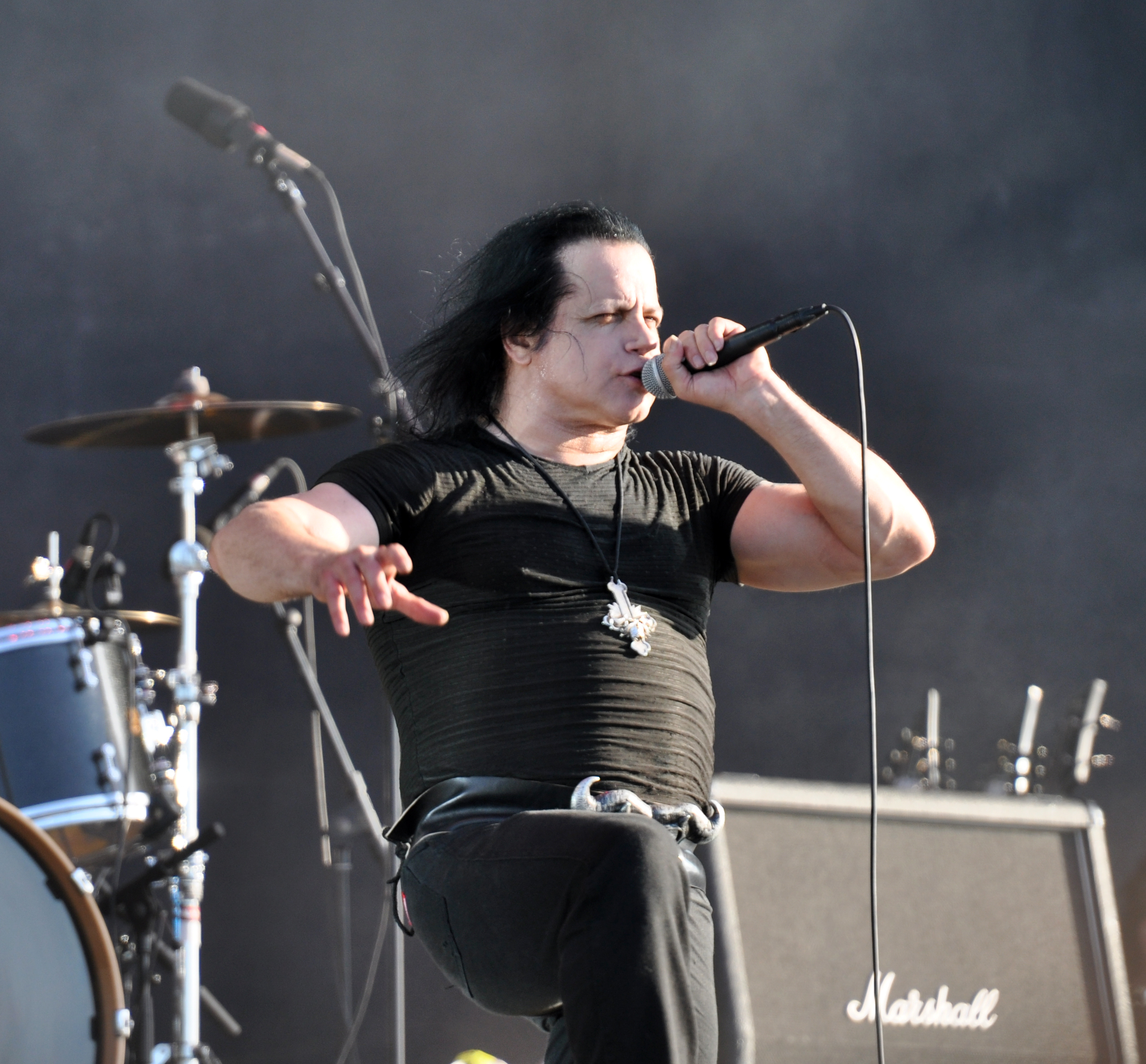
Glenn Danzig på scen 2013.

Glenn Danzig född Glenn Allen Anzalone 23 juni 1955 i Lodi, New Jersey, är en amerikansk sångare och musiker inom mörk rockmusik. Danzig är känd för sin sångstil, som sägs bära likheter med Elvis Presley, Roy Orbison och Jim Morrison och gett honom smeknamnet ”Evil Elvis”. Danzigs karriär omfattar en mängd musikgenrer, från punkrock, till heavy metal, blues, industrirock och klassisk musik. 

## De tidiga åren
Under sin uppväxt var hans favoriter Alice Cooper, The Doors och Elvis Presley. I synnerhet Alice Cooper påverkade och inspirerade honom genom sitt användande av skräckfilmsteman i sin musik och framförandet av den. 
Danzig tog studenten från Lodi High School 1973. Han strävade efter att bli professionell serietidningstecknare men var även intresserad av fotografering. 

## Musikkarriär
Danzig började i musikbranschen som trumroadie och sjöng senare för flera lokala band, såsom Talus och Whodat And Boojang, av vilka de flesta spelade ungefär hälften egna låtar och hälften Black Sabbath. 1977 startade han bandet The Misfits, namngivet efter Marilyn Monroes sista film. The Misfits kombinerade överdrivna skräck- och sci-fi-texter och bildspråk med Danzigs melodiösa sång, uppbackat av de övriga bandmedlemmarnas kaotiska punkkomp. Efter att ha släppt ett flertal singlar, två album, och fått en liten men hängiven skara anhängare, splittrades 1983 The Misfits. Danzig startade då projektet Samhain. Samhain var ett mörkare band med det ockulta och mer verklig skräck som tema. Samhain gav ut tre album och en EP. Under den här perioden började Danzig intressera sig för österländsk filosofi. Han slutade dricka, blev en hängiven kroppsbyggare och började träna kampsport. 1987 fick Samhain ett skivkontrakt hos ett större bolag och namnet ändrades till Danzig. Med bandet Danzig fortsatte han att utveckla musiken till en kombination av mörk och gåtfull heavy metal och klassisk sekelskiftesblues. 1993 nådde Glenn Danzig sin popularitetshöjdpunkt då livevideon till hans låt ”Mother” blev en hit på MTV.
Hans låtar har varit med i trilogin Baksmällan från 2009 till 2013, bland annat Thirteen, Black Hell och Mother.

## Övrigt
Danzig äger ett serietidningsförlag, vid namn Verotik, som publicerar mörka serier avsedda för vuxna. Han gjorde ett kort framträdande i filmen The Prophecy II som den fallne ängeln Samael. I början av 2000 uppmärksammades Danzig då han försökte köpa ett hus där blod flödade från väggar och vattenkranar, i TV-showen Aqua Teen Hunger Force på Cartoon Networks Adult Swim.  

## Diskografi

### Med the Misfits
- Cough/Cool (1977) - 7" singel
- Bullet (1978) - 7" EP
- Horror Business (1979) - 7" EP
- Night of the Living Dead (1979) - 7" singel
- Beware (1980) - 12" EP
- 3 Hits From Hell (1981) - 7" EP
- Halloween (1981) - 7" singel
- Walk Among Us (1982) - LP
- Evilive (1982) - 7" EP
- Earth A.D. (1983) - LP
- Die Die My Darling (1984) - 12" singel
- Legacy of Brutality (1985) - LP
- Misfits [Collection I] (1986) - LP
- Collection II (1992) - LP
- The Misfits Box Set (1992) - box set
- Static Age (1997) - LP
- 12 Hits from hell (Unreleased) - LP

### Med Samhain
- Initium (1983) - LP
- Unholy Passion (1985) - 12" EP
- Samhain III: November-Coming-Fire (1986) - LP
- Final Descent (1990) - LP
- Samhain Box Set (2000) - box set

### Med Danzig
- Danzig (1988) - LP
- Mother (1988) - CD-singel
- Her Black Wings (1990) - CD-singel
- Danzig II: Lucifuge (1990) - LP
- Killer Wolf (1990) - CD-singel
- Dirty Black Summer (1992) - CD-singel
- Danzig III: How the Gods Kill (1992) - LP
- How The Gods Kill (1992) - CD-singel
- It's Coming Down (1993) - CD-singel
- Thrall/Demonsweatlive (1993) - LP
- Mother '93 (1993) - CD-singel
- Until You Call On The Dark - (1994) - CD-singel
- Danzig 4 (1994) - LP
- Brand New God (1994) - CD-singel
- Cantspeak (1994) - CD-singel
- I Don't Mind The Pain (1995) - CD-singel
- 7th House (1996) - CD-singel
- Sacrifice (1996) - CD-singel
- Danzig 5: Blackacidevil (1996) - LP
- Danzig 6:66: Satan's Child (1999) - LP
- Unspeakable (1999) - CD-singel
- Sacrifice (2000) - CD-singel
- Live on the Black Hand Side (2001) - LP
- Danzig 777: I Luciferi (2001) - LP
- Circle of Snakes (2004) - LP
- Archive de la Morte (2004) - DVD
- Il Demonio Nera (2005) - DVD
- Lost Tracks Of Danzig (2007) - Dubbel CD
- Deth Red Sabaoth (2010) - CD
- Skeletons (2015) - LP

### Solo
- "Who Killed Marilyn?" (1981) - 7" singel
- Black Aria (1990) - LP
- Black Aria II (2005) - LP